# نهر كابا
نهر كابا أو كما يُعرف بنهر سكارسيز الصغير هو نهر يقع في غرب أفريقيا ويبدأ من منبعه في دولة غينيا ثم يسري خلال دولة سيراليون وبعد ذلك يصب النهر في المحيط الأطلسي ويُحاط النهر بكثير من الأهوار الواسعة والممتدة.
ويسري في نفس الوقت نهر كولينتيه أو كما يُعرف بنهر سكارسيز الكبير ويسري خلال نفس الخليج للمحيط الأطلسي،(8°54′00″N 13°11′00″W / 8.90000°N 13.18333°W) في اتجاه شمال المصب لنهر كابا أو نهر سكارسيز الصغير.
هذه المنطقة يقطنها شعب التيمن والذين هاجروا من إقليم فوتاجلون لاتجاه الشمال.
وكان يُطلق علي هذا النهر مسمي قريب من اسمه الحالي حيث كان يُسمي سكاسوز، والاسم الإنجليزي للنهر مستوحي من اللغة البرتغالية «ريو دو كارسيرز».